# Nicklas Bendtner
Nicklas Bendtner (Copenhague, Dinamarca, 16 de enero de 1988) es un exfutbolista danés que jugaba de delantero y su último club fue el F. C. Copenhague.

## Trayectoria
Bendtner inició su carrera como futbolista en los equipos juveniles del Tårnby y Kjøbenhavns. En el año 2004 Arsène Wenger dio con él y lo fichó sin pensarlo. En las categorías inferiores del Arsenal F. C. destacó como delantero titular junto a Arturo Lupoli. En la temporada 2006-07 Wenger decidió que debía coger experiencia en otro equipo y lo cedieron al Birmingham City, club con el que logró el ascenso a la Premier League.
En la temporada 2007-08 regresó a los gunners y fue incluido en el primer equipo. En aquella campaña disputó un total de cuarenta partidos y marcó nueve goles. En el club londinense permaneció durante cuatro temporadas más y luego fue cedido al Sunderland A. F. C. Al culminar la temporada regresó al Arsenal F. C. y el viernes 31 de agosto de 2012 se anunció su cesión durante un año a la Juventus de Turín. El 25 de abril de 2016, la directiva del VfL Wolfsburgo anunció que, de mutuo acuerdo con el jugador, rescindieron su contrato y Nicklas dejó de estar vinculado al club. Actualmente juega en el Nottingham Forest F. C., tras ficharlo gratis.
El 14 de septiembre de 2016 completaba su primera aparición en el club, entrando a los 59 minutos por N. Dumitru, en el 2-2 contra el Rotherham United Football Club. Su primer tanto con el conjunto de Nottingham llegaría el 27 de septiembre contra el Fulham Football Club en la jornada 10.

## Selección nacional
Fue internacional con la selección de fútbol de Dinamarca en 81 ocasiones y ha marcado 30 goles. Debutó el 16 de agosto de 2006, en un encuentro amistoso ante la selección de la Polonia que finalizó con marcador de 2-0 a favor de los daneses.
Jugó el Mundial de Sudáfrica 2010 y la Eurocopa 2012, sin embargo en ambas competencias la selección danesa no logró superar la primera fase. Fue convocado para disputar la Copa Mundial de Rusia 2018, sin embargo una lesión que sufrió en el Rosenborg lo hizo perderse la cita mundialista y terminó retirándose de la selección.

### Participaciones en Copas del Mundo
| Mundial                        | Sede      | Resultado    |
| ------------------------------ | --------- | ------------ |
| Copa Mundial de Fútbol de 2010 | Sudáfrica | Primera fase |

### Participaciones en Eurocopas
| Eurocopa                | Sede              | Resultado    |
| ----------------------- | ----------------- | ------------ |
| Eurocopa Sub-21 de 2006 | Portugal          | Primera fase |
| Eurocopa 2012           | Polonia y Ucrania | Primera fase |

## Clubes y estadísticas
Actualizado el 16 de agosto de 2015.
| Arsenal F. C. Inglaterra | 2005-06       | 1.ª           | 0   | 0  | 3  | 0  | 0  | 0  | 3   | 0  |
| Arsenal F. C. Inglaterra | Total club    | Total club    | 0   | 0  | 3  | 0  | 0  | 0  | 3   | 0  |
| Birmingham City F. C. Inglaterra | 2006-07       | 2.ª           | 42  | 11 | 6  | 2  | —  | —  | 48  | 13 |
| Birmingham City F. C. Inglaterra | Total club    | Total club    | 42  | 11 | 6  | 2  | 0  | 0  | 48  | 13 |
| Arsenal F. C. Inglaterra | 2007-08       | 1.ª           | 27  | 5  | 7  | 2  | 6  | 2  | 40  | 9  |
| Arsenal F. C. Inglaterra | 2008-09       | 1.ª           | 31  | 9  | 7  | 4  | 12 | 2  | 50  | 15 |
| Arsenal F. C. Inglaterra | 2009-10       | 1.ª           | 23  | 6  | 1  | 1  | 7  | 5  | 31  | 12 |
| Arsenal F. C. Inglaterra | 2010-11       | 1.ª           | 17  | 2  | 10 | 7  | 5  | 0  | 32  | 9  |
| Arsenal F. C. Inglaterra | 2011-12       | 1.ª           | 1   | 0  | 0  | 0  | 0  | 0  | 1   | 0  |
| Arsenal F. C. Inglaterra | Total club    | Total club    | 99  | 22 | 25 | 14 | 30 | 9  | 154 | 45 |
| Sunderland A. F. C. Inglaterra | 2011-12       | 1.ª           | 28  | 8  | 2  | 0  | —  | —  | 30  | 8  |
| Sunderland A. F. C. Inglaterra | Total club    | Total club    | 28  | 8  | 2  | 0  | 0  | 0  | 30  | 8  |
| Juventus F. C. · Italia | 2012-13       | 1.ª           | 9   | 0  | 1  | 0  | 1  | 0  | 11  | 0  |
| Juventus F. C. · Italia | Total club    | Total club    | 9   | 0  | 1  | 0  | 1  | 0  | 11  | 0  |
| Arsenal F. C. Inglaterra | 2013-14       | 1.ª           | 9   | 2  | 3  | 0  | 2  | 0  | 14  | 2  |
| Arsenal F. C. Inglaterra | Total club    | Total club    | 9   | 2  | 3  | 0  | 2  | 0  | 14  | 2  |
| Arsenal F. C. Inglaterra | Total Arsenal | Total Arsenal | 108 | 24 | 31 | 14 | 32 | 9  | 171 | 47 |
| VfL Wolfsburgo · Alemania | 2014-15       | 1.ª           | 18  | 1  | 2  | 0  | 8  | 4  | 28  | 5  |
| VfL Wolfsburgo · Alemania | 2015-16       | 1.ª           | 13  | 2  | 2  | 2  | 4  | 0  | 19  | 4  |
| VfL Wolfsburgo · Alemania | Total club    | Total club    | 31  | 3  | 4  | 2  | 12 | 4  | 47  | 9  |
| Nottingham Forest F. C. Inglaterra | 2016-17       | 2.ª           | 15  | 2  | 1  | 0  | ―  | ―  | 16  | 2  |
| Nottingham Forest F. C. Inglaterra | Total club    | Total club    | 15  | 2  | 1  | 0  | 0  | 0  | 16  | 2  |
| Rosenborg Ballklub · Noruega | 2017          | 1.ª           | 29  | 19 | 0  | 0  | 12 | 4  | 39  | 23 |
| Rosenborg Ballklub · Noruega | 2018          | 1.ª           | 18  | 5  | 0  | 0  | 11 | 3  | 29  | 8  |
| Rosenborg Ballklub · Noruega | Total club    | Total club    | 47  | 24 | 0  | 0  | 23 | 7  | 70  | 31 |
| Total carrera | Total carrera | Total carrera | 280 | 61 | 48 | 18 | 68 | 20 | 396 | 99 |
| (1)Incluye datos de la Copa de la Liga de Inglaterra (2005/06, 2006/07, 2007/08, 2008/09, 2009/10, 2010/11 y 2013/14), FA Cup (2006/07, 2007/08, 2008/09, 2010/11, 2011/12 y 2012/13) y Copa Italia (2012/13). (2)Incluye datos de la Liga de Campeones de la UEFA (2007/08, 2008/09, 2009/10, 2010/11, 2012/13 y 2013/14). |               |               |     |    |    |    |    |    |     |    |

## Palmarés

### Títulos nacionales
| Título                | Club           | País       | Año     |
| --------------------- | -------------- | ---------- | ------- |
| Serie A               | Juventus F. C. | Italia     | 2012-13 |
| FA Cup                | Arsenal F. C.  | Inglaterra | 2013-14 |
| Copa de Alemania      | VfL Wolfsburgo | Alemania   | 2014-15 |
| Supercopa de Alemania | VfL Wolfsburgo | Alemania   | 2015    |

### Distinciones individuales
| Distinción                       | Año  |
| -------------------------------- | ---- |
| Futbolista danés sub-17 del año. | 2004 |
| Equipo del año de la SPF.        | 2006 |
| Årets Fund.                      | 2006 |
| Talento del año de la SPF.       | 2007 |
| Equipo del año de la SPF.        | 2008 |
| Equipo del año de la SPF.        | 2009 |
| Equipo del año de la SPF.        | 2010 |
| Equipo del año de la SPF.        | 2011 |